# Список умерших в 716 году

## Март
- Абду-ль-Азиз ибн Муса, арабский государственный деятель, военачальник, вали аль-Андалуса (714—716).

## Июль
- 13 июля — Жуй-цзун (54), китайский император (684—690 и 710—712).

## Дата смерти неизвестна или требует уточнения
- Аббон, епископ Вердена (715—716).
- Богю-каган, каган Восточно-тюркского каганата (716).
- Винок из Берга, аббат, святой.
- Дональд из Огилви, святой Католической церкви.
- Капаган-каган, каган Восточно-тюркского каганата (693—716).
- Кенред, король Мерсии (704—709).
- Кеолвальд, король Мерсии (716).
- Кеолред, король Мерсии (709—716).
- Ли Сысюнь, китайский художник.
- Муса ибн Нусайр, государственный деятель Арабского халифата, полководец, покоритель Магриба и Андалусии.
- Осред I, король Нортумбрии (705—716).
- Теодон II, герцог Баварии.
- Этельред I, король Мерсии (675—704).